# Красный Октябрь (Кукморский район)
Красный Октябрь — деревня в Кукморском районе Татарстана. Входит в состав Починок-Кучуковского сельского поселения.

## География
Находится в северо-западной части Татарстана на расстоянии приблизительно 11 км на юг по прямой от районного центра города Кукмор.

## История
Основана в 1930-х годах. Первые жители были из деревни Асан-Елга. В 1967 году часть населения после пожара была переселена в Починок Кучук.

## Население
Постоянных жителей было: в 1938 году — 179, в 1949—218, в 1958—178, в 1970—101, в 1979 — 87, в 1989 — 45, 43 в 2002 году (татары 93 %), 28 в 2010.